# Fagina silvatica
Fagina silvatica — вид багатоніжок родини Neoatractosomatidae.

## Поширення
Вид є ендеміком Боснії і Герцеговини. Єдине відоме місцезнаходження - гора Белашниця.

## Опис
Самиці 8 мм завдовжки, самці трохи менші; ширина тіла - 0,9 мм. Тіло розділене на 28 сегментів. Голова вкрита дрібними волосками з 21 вічками чорного кольору трикутної форми.